# Åstrup Sogn (Vejen Kommune)
Åstrup Sogn ist eine Kirchspielsgemeinde (dän.: Sogn)  im südlichen Dänemark. Bis 1970 gehörte sie zur Harde Gørding Herred im damaligen Ribe Amt, danach zur Holsted Kommune im erweiterten Ribe Amt, die im Zuge der  Kommunalreform zum 1. Januar 2007 in der „neuen“  Vejen Kommune in der Region Syddanmark aufgegangen ist.
Im Kirchspiel leben 1231 Einwohner (Stand:1. Januar 2023). Im Kirchspiel liegt die Kirche „Åstrup Kirke“.
Nachbargemeinden sind im Nordosten Lindknud Sogn, im Südosten Holsted Sogn, im Südwesten Vejrup Sogn in der benachbarten Esbjerg Kommune, sowie in der Varde Kommune im Westen Fåborg Sogn und im Norden Agerbæk Sogn.